# ギド・ブッフバルト
ギド・ウルリッヒ・ブッフバルト（Guido Ulrich Buchwald、1961年1月24日- ）は、ドイツ出身のサッカー指導者、元サッカー選手。
元ドイツ代表のディフェンダー、守備的MFを務めることも多くあった。2004年から2006年にはJリーグの浦和レッドダイヤモンズで監督を務めた。1990 サッカー・ワールドカップ決勝ではディエゴ・マラドーナを完全に押さえ、優勝に大きく寄与したことから、ディエゴとも呼ばれた。

## クラブ経歴
1978年シュトゥットガルト・キッカーズに入団、旧西ドイツ代表ユースに選出。1983-1984シーズンにドイツ・ブンデスリーガ・VfBシュトゥットガルトでブンデスリーガ1部デビュー。このシーズン、34試合に出場して リーグ優勝に貢献し、1993-1994シーズンまで同クラブに在籍。
1994年のFIFAワールドカップアメリカ大会後に、Jリーグ・浦和レッズに加入、1994年から1997年の3年半の間プレーした。浦和ではディフェンスの要として活躍、それまでJリーグのお荷物とまで揶揄されていた浦和を上位にまで引き上げ、サポーターから敬愛された。1995年・1996年には2年連続でJリーグベストイレブンに選出された。浦和では終盤まで相手にリードを許す試合では、高さを活かすため前線でプレーすることもあった。1994年9月3日、横浜フリューゲルス戦で決勝点となったリーグ初ゴールを決めた。1996年シーズン終了時、かつて所属していたシュトゥットガルトなど複数のクラブからオファーを受けたが、最終的には残留を決断した。
1997年5月28日の柏レイソル戦でゴールを決めて、3-2での勝利に貢献したが、このゴールがJリーグでのラストゴールとなった。10月4日、Jリーグ最終戦のベルマーレ平塚戦に先発し、44分までプレー、広瀬治との交代でピッチを後にし、レッズでの最終戦を終えた。10月15日、浦和駒場スタジアムで行われたJリーグカップのジュビロ磐田戦後に行われた退団セレモニーでは、白馬に乗って場内を回った。Jリーグ通算127試合出場11ゴールの成績を残した。2019年に雑誌Numberのアンケートで、これまでJリーグでプレーした最強の外国人DF部門で第1位に選ばれた。
1998-99シーズンのブンデスリーガ・カールスルーエSCでのプレーを最後に現役を引退した。ブンデスリーガ1部では通算334試合28ゴールの成績を残した。

## 代表経歴
1984年5月22日、UEFA欧州選手権1984直前にイタリア戦で西ドイツ代表デビューを飾り、UEFA欧州選手権1984に出場した。
1986年のFIFAワールドカップ・メキシコ大会では直前で代表から外されたが、UEFA欧州選手権1988に出場、1990年のイタリア大会ではユルゲン・コーラーとWストッパーコンビを組んで、全7試合に出場、ラウンド16、優勝候補同士の対戦となったオランダ戦ではクリンスマンの先制ゴールとブレーメの決勝ゴールをアシストした。決勝戦ではディエゴ・マラドーナに全く仕事をさせず、西ドイツの3度目の優勝に貢献、この年のバロンドール投票では10位に入った。
1991年12月18日UEFA欧州選手権1992予選、ルクセンブルク戦で代表初ゴール、UEFA欧州選手権1992でもレギュラーとして準優勝に貢献、1994 FIFAワールドカップでは、グループリーグの韓国戦ではリードレのゴールをアシスト、準々決勝、ブルガリア戦にボランチの位置で出場し、1-2と敗れたのを最後に代表を退いた。代表通算76試合4得点。

## 引退後
引退後はシュトゥットガルト・キッカーズのスタッフとなった。
2002年から浦和レッズのテクニカル・アドバイザー、そして2004年から監督に就任。そして、今まで自分がたくさん叱ってきた山田暢久をキャプテンに指名した。さらに第2ステージでは監督就任1年目にして、チームを初のステージ優勝に導いた。2005年のシーズン、リーグ戦では2位、そして第85回天皇杯優勝という成果を残した。
翌2006年、リーグチャンピオンの座を賭けた最終戦（34節）はホーム埼玉スタジアム2002で2位ガンバ大阪を迎え撃つ形となり、その直接対決で浦和レッズが3-2で勝利を収め、悲願のリーグ制覇を決め、優勝パレードでは再び白馬に乗った。この年限りで浦和監督を退任すると発表（なおこの優勝はJリーガー出身の監督としても初のリーグ優勝であった）。彩の国功労賞を受賞。2007年1月1日の天皇杯連覇を置き土産にし、ドイツへ帰国した。
2007年6月、ブンデスリーガ2部のアレマニア・アーヘンの監督に就任。契約期間は2年だったが、成績は中位に甘んじ、その年の11月、わずか半年も経たずに解任された。
退団後の2008年は浦和レッズとの交流を続け、再び2009年度からのテクニカル・アドバイザー就任も内定していたが、クラブがフィンケ新監督招聘を彼に相談なく決めたことや、複数年契約中だったエンゲルス前監督を社長の独断で更迭したことに対してブッフバルトが激怒。結果、浦和レッズとは喧嘩別れする形となった。
本人は日本のマスコミに対して「Jクラブから監督就任の話があったが浦和との義理から断った。だが今後は分からない」との恨み節も残している。
一時はかつて所属していた浦和とは疎遠になり、日本サッカー協会とアドバイザー契約を交わし、2011 FIFA女子ワールドカップに出場するサッカー日本女子代表のキャンプ地選定に関わったり、安藤梢の女子ブンデス・リーガ移籍の橋渡し役を務めるなど、日本サッカー界に貢献する働きが主になっていた。しかし近年では2012年7月15日に浦和駒場スタジアムのリニューアルイベントで行われた試合に浦和OBチームのメンバーとして参加、2014年には元同僚山田暢久の引退試合にレッズ歴代選抜チームの監督して参加した。
2018年のワールドカップ後に日本代表監督にユルゲン・クリンスマンの名前が挙がった際には、コーチあるいはアドバイザーへの就任の可能性が報じられたが、いずれも実現には至らなかった。
2019年にはJリーググローバルアンバサダーに就任した。

## 人物
- 身体能力に優れ、DFや守備的中盤の選手としてプレーした[2]。ファールが少ない選手で、「自分が長く現役を続けたいように、対峙している相手選手も同様に考えているはずであり、対峙している相手選手に怪我を負わせかねない様な、故意の汚いファールはしない。」という信念を持ってプレーしていると話していた[27]

## 所属クラブ
- 1969年 - 1977年 SVヴァンヴァイル（西ドイツ）
- 1977年 - 1978年 TSVプリーツハウゼン（西ドイツ）
- 1978年 - 1983年 シュトゥットガルト・キッカーズ（西ドイツ）
- 1983年 - 1994年 VfBシュトゥットガルト（西ドイツ・ドイツ）
- 1994年7月 - 1997年10月 浦和レッドダイヤモンズ（日本）
- 1998年 - 1999年 カールスルーエSC（ドイツ）

## 個人成績
| 国内大会個人成績 | 国内大会個人成績                | 国内大会個人成績 | 国内大会個人成績 | 国内大会個人成績 | 国内大会個人成績           | 国内大会個人成績 | 国内大会個人成績 | 国内大会個人成績 | 国内大会個人成績 | 国内大会個人成績 | 国内大会個人成績 |
| 年度             | クラブ                          | 背番号           | リーグ           | リーグ戦         | リーグ戦                   | リーグ杯         | リーグ杯         | オープン杯       | オープン杯       | 期間通算         | 期間通算         |
| 年度             | クラブ                          | 背番号           | リーグ           | 出場             | 得点                       | 出場             | 得点             | 出場             | 得点             | 出場             | 得点             |
| ドイツ           | ドイツ                          | ドイツ           | ドイツ           | リーグ戦         | リーグ戦                   | リーグ杯         | リーグ杯         | DFBポカール      | DFBポカール      | 期間通算         | 期間通算         |
| ---------------- | ------------------------------- | ---------------- | ---------------- | ---------------- | -------------------------- | ---------------- | ---------------- | ---------------- | ---------------- | ---------------- | ---------------- |
| 1978-79          | シュトゥットガルト ・キッカーズ |                  | 2. ブンデス      | 0                | 0                          |                  |                  |                  |                  |                  |                  |
| 1979-80          | シュトゥットガルト ・キッカーズ |                  | 2. ブンデス      | 33               | 1                          |                  |                  |                  |                  |                  |                  |
| 1980-81          | シュトゥットガルト ・キッカーズ |                  | 2. ブンデス      | 38               | 8                          |                  |                  |                  |                  |                  |                  |
| 1981-82          | シュトゥットガルト ・キッカーズ |                  | 2. ブンデス      | 38               | 5                          |                  |                  |                  |                  |                  |                  |
| 1982-83          | シュトゥットガルト ・キッカーズ |                  | 2. ブンデス      | 37               | 4                          |                  |                  |                  |                  |                  |                  |
| 1983-84          | シュトゥットガルト              |                  | ブンデス         | 34               | 3                          |                  |                  |                  |                  |                  |                  |
| 1984-85          | シュトゥットガルト              |                  | ブンデス         | 15               | 4                          |                  |                  |                  |                  |                  |                  |
| 1985-86          | シュトゥットガルト              |                  | ブンデス         | 32               | 1                          |                  |                  |                  |                  |                  |                  |
| 1986-87          | シュトゥットガルト              |                  | ブンデス         | 33               | 2                          |                  |                  |                  |                  |                  |                  |
| 1987-88          | シュトゥットガルト              |                  | ブンデス         | 30               | 1                          |                  |                  |                  |                  |                  |                  |
| 1988-89          | シュトゥットガルト              |                  | ブンデス         | 30               | 1                          |                  |                  |                  |                  |                  |                  |
| 1989-90          | シュトゥットガルト              |                  | ブンデス         | 28               | 5                          |                  |                  |                  |                  |                  |                  |
| 1990-91          | シュトゥットガルト              |                  | ブンデス         | 21               | 3                          |                  |                  |                  |                  |                  |                  |
| 1991-92          | シュトゥットガルト              |                  | ブンデス         | 37               | 5                          |                  |                  |                  |                  |                  |                  |
| 1992-93          | シュトゥットガルト              |                  | ブンデス         | 33               | 1                          |                  |                  |                  |                  |                  |                  |
| 1993-94          | シュトゥットガルト              |                  | ブンデス         | 32               | 2                          |                  |                  |                  |                  |                  |                  |
| 日本             | 日本                            | 日本             | 日本             | リーグ戦         | リーグ戦                   | リーグ杯         | リーグ杯         | 天皇杯           | 天皇杯           | 期間通算         | 期間通算         |
| 1994             | 浦和                            | -                | J                | 20               | 2                          | 2                | 0                | 3                | 0                | 25               | 2                |
| 1995             | 浦和                            | -                | J                | 51               | 4                          | -                | -                | 3                | 0                | 54               | 4                |
| 1996             | 浦和                            | -                | J                | 24               | 3                          | 12               | 0                | 4                | 0                | 40               | 3                |
| 1997             | 浦和                            | 6                | J                | 32               | 2                          | 6                | 0                | -                | -                | 38               | 2                |
| ドイツ           | ドイツ                          | ドイツ           | ドイツ           | リーグ戦         | リーグ戦                   | リーグ杯         | リーグ杯         | DFBポカール      | DFBポカール      | 期間通算         | 期間通算         |
| 1997-98          | カールスルーエ                  |                  | 2. ブンデス      | 9                | 0                          |                  |                  |                  |                  |                  |                  |
| 1998-99          | カールスルーエ                  |                  | 2. ブンデス      | 31               | 3                          |                  |                  |                  |                  |                  |                  |
| 通算             | ドイツ                          | ドイツ           | ブンデス         | 334              | 28\|\|\|\|\|\|\|\|\|\|\|\| |                  |                  |                  |                  |                  |                  |
| 通算             | ドイツ                          | ドイツ           | 2. ブンデス      | 177              | 21\|\|\|\|\|\|\|\|\|\|\|\| |                  |                  |                  |                  |                  |                  |
| 通算             | 日本                            | 日本             | J                | 127              | 11                         | 20               | 0                | 10               | 0                | 157              | 11               |
| 総通算           | 総通算                          | 総通算           | 総通算           | 638              | 60\|\|\|\|\|\|\|\|\|\|\|\| |                  |                  |                  |                  |                  |                  |

なお、1996年のJリーグの背番号固定化以前も背番号は主に「6」を着けていた。この6番はドイツ代表でつけていた背番号である。リザーブでの途中出場時には、主に「12」を着けていた。

## 代表歴

### 出場大会
- 西ドイツ/ドイツ代表
  - 代表デビュー 1984年5月22日 イタリア戦
  - 代表初ゴール 1992年12月18日 ルクセンブルク戦
  - 1990 FIFAワールドカップ
  - 1994 FIFAワールドカップ

### 試合数
- 国際Aマッチ 76試合 4得点（1984年-1994年）[28]

| ドイツ代表 | 国際Aマッチ | 国際Aマッチ |
| 年         | 出場        | 得点        |
| ---------- | ----------- | ----------- |
| 1984       | 3           | 0           |
| 1985       | 0           | 0           |
| 1986       | 7           | 0           |
| 1987       | 7           | 0           |
| 1988       | 6           | 0           |
| 1989       | 6           | 0           |
| 1990       | 12          | 0           |
| 1991       | 6           | 1           |
| 1992       | 13          | 1           |
| 1993       | 10          | 2           |
| 1994       | 6           | 0           |
| 通算       | 76          | 4           |

## 指導歴
- 1999年 - 2001年 シュトゥットガルト・キッカーズ スタッフ
- 2002年 - 2003年 浦和レッドダイヤモンズ テクニカル・アドバイザー
- 2004年 - 2006年 浦和レッドダイヤモンズ 監督
- 2007年 - 同年11月 アレマニア・アーヘン 監督
- 2012年11月 - 同年12月シュトゥットガルト・キッカーズ 暫定監督

## 監督成績
| 年度   | 所属   | クラブ | リーグ戦 | リーグ戦 | リーグ戦 | リーグ戦 | リーグ戦 | リーグ戦 | カップ戦   | カップ戦 |
| 年度   | 所属   | クラブ | 順位     | 試合     | 勝点     | 勝利     | 引分     | 敗戦     | ナビスコ杯 | 天皇杯   |
| ------ | ------ | ------ | -------- | -------- | -------- | -------- | -------- | -------- | ---------- | -------- |
| 2004   | J1     | 浦和   | 2位      | 30       | 62       | 19       | 5        | 6        | 準優勝     | ベスト4  |
| 2005   | J1     | 浦和   | 2位      | 34       | 59       | 17       | 8        | 9        | ベスト4    | 優勝     |
| 2006   | J1     | 浦和   | 優勝     | 34       | 72       | 22       | 6        | 6        | ベスト8    | 優勝     |
| J1通算 | J1通算 | J1通算 | -        | 98       | -        | 58       | 19       | 21       |            |          |

## タイトル

### 選手時代
VfBシュトゥットガルト
- ブンデスリーガ：1983-84, 1991-92
- DFLスーパーカップ：1992

西ドイツ代表
- FIFAワールドカップ：1990

個人
- キッカー誌ブンデスリーガベストイレブン:2回（1989–90、1993–94）
- Jリーグベストイレブン:2回（1995、1996）

### 監督時代
浦和レッドダイヤモンズ
- J1リーグ：2006
- 天皇杯全日本サッカー選手権大会：2005, 2006
- FUJI XEROX SUPER CUP：2006

個人
- Jリーグ最優秀監督賞：2006
- 彩の国スポーツ功労賞 : 2006